# Нам Тэхён
Нам Тэхён (кор. 남태현, кит. 南太鉉, англ. Nam Tae-hyun; род. 10 мая 1994, Ханам (город), Кёнгидо, Южная Корея) — южнокорейский певец, автор-исполнитель и актёр, бывший участник группы Winner.

## Карьера

### До дебюта: WIN: Who Is Next, Winner TV
До дебюта в качестве участника группы Winner Нам Тэхён, будучи стажёром лейбла YG Entertainment, выступил в качестве подтанцовки на YG Family Concert 2011. В 2013 он участвовал в реалити-шоу WIN: Who Is Next в составе группы Team A, которая одержала победу и впоследствии дебютировала под названием «Winner». В декабре того же года Тэхён появился в развлекательной программе Winner TV, которая транслировалась на канале Mnet, и снялся в клипе «Ringa Linga» своего коллеги по лейблу Тхэяна.

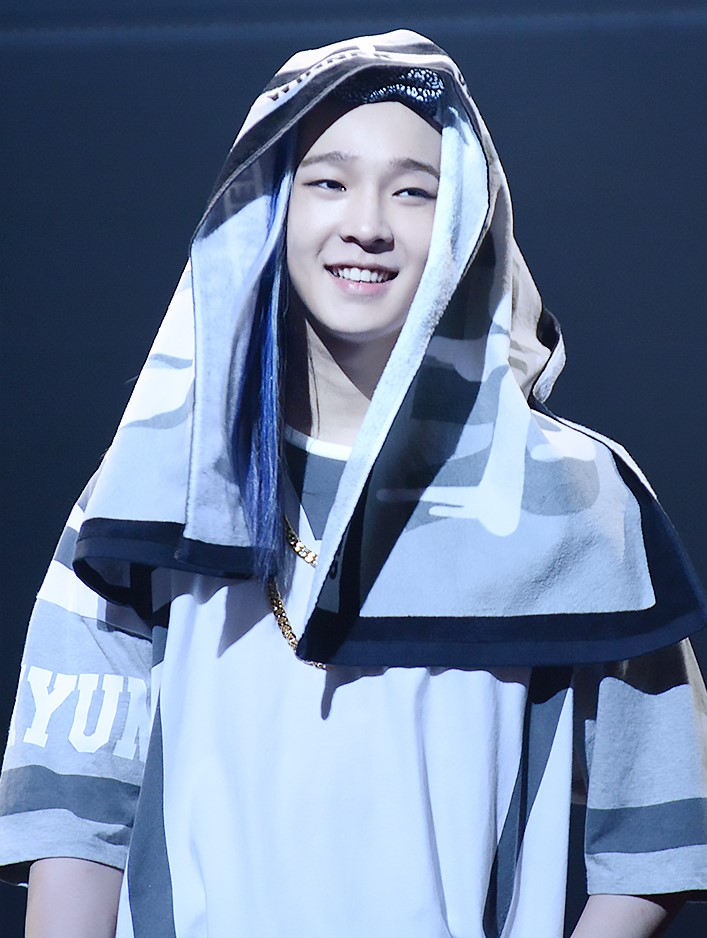
Нам Тэхён на концерте Winner, Айти, Япония, 2015

### 2014—2015: Дебют и 2014 S/S
Тэхён принял непосредственное участие в подготовке дебютного альбома группы, 2014 S/S, написав для него 3 песни: «But» (사랑하지마), «Tonight» (이 밤) и сольный трек «Confession». Альбом вышел в августе 2014 и возглавил множество музыкальных чартов, в том числе Gaon Music Chart, а также Billboard's World Album Chart. В рамках релиза Тэхён, вместе в остальными участниками группы, появился на таких популярных передачах, как Inkigayo, M Countdown, Weekly Idol и You Hee-yeol’s Sketchbook. Winner установили новый рекорд по количеству дней от дебюта до первой победы на музыкальном шоу и получили звание «монстров-новичков», собрав всевозможные музыкальные награды страны. Кроме того, вместе с Winner Тэхён дебютировал в Японии, где группа провела для 25-тысячной аудитории свой первый тур Zepp Tour, и спел в японской версии песни «Spoiler» группы Epik High.
В 2015 Тэхён сыграл в веб-дораме Midnight Girl, получил роль второго плана в сериале Late Night Restaurant канала SBS и выступил на Worldwide Inner Circle Conference: WWIC 2015 в Корее, Китае и Японии и осеннем японском туре Winner Japan Tour 2015.

### 2016: EXIT: E и уход из Winner
В январе 2016, в преддверии выхода нового альбома, Тэхён и Сон Мино выпустили сингл «Pricked» (사랑가시), который занял 2-ю строчку в чарте Melon и возглавил чарты iTunes в 9 странах, включая Сингапур, Таиланд и Бруней.
1 февраля, спустя 18 месяцев после дебюта, Winner вернулись на сцену с альбомом Exit: E — первым из четырёх запланированных мини-альбомов движения Exit Movement. Мини-альбом включает в себя 5 песен, в том числе «Pricked» и две заглавные песни «Baby Baby» и «Sentimental». Тэхён стал главным композитором и продюсером альбома, в который также вошёл его сольный трек «I’m Young» (좋더라). «Baby Baby» и «Sentimental» возглавили 8 музыкальных чартов Кореи, в их числе: Melon, Naver и Mnet. Exit: E занял 1-ю строчку в чартах iTunes 11 стран, включая Гонконг, Сингапур, Индонезию и Филиппины. «Baby Baby» получила похвальные отзывы критиков и слушателей благодаря не характерной для к-попа блюзовой мелодии и использованию сложного размера 6/8 («шесть восьмых»). В интервью Тэхён признался, что «Baby Baby» далась ему нелегко, но «не потому, что ему было трудно её написать, а потому, что она пришлась на трудные времена», поэтому у него особая связь с данной песней. Британское издание о культуре и искусстве Dazed описало «Baby Baby» как захватывающую блюзовую песню, написанную в духе Motown, что прекрасным образом позволило ей выделиться среди к-поп трендов, и отдало ей 3-ю строчку в своём списке «20 лучших к-поп треков года».

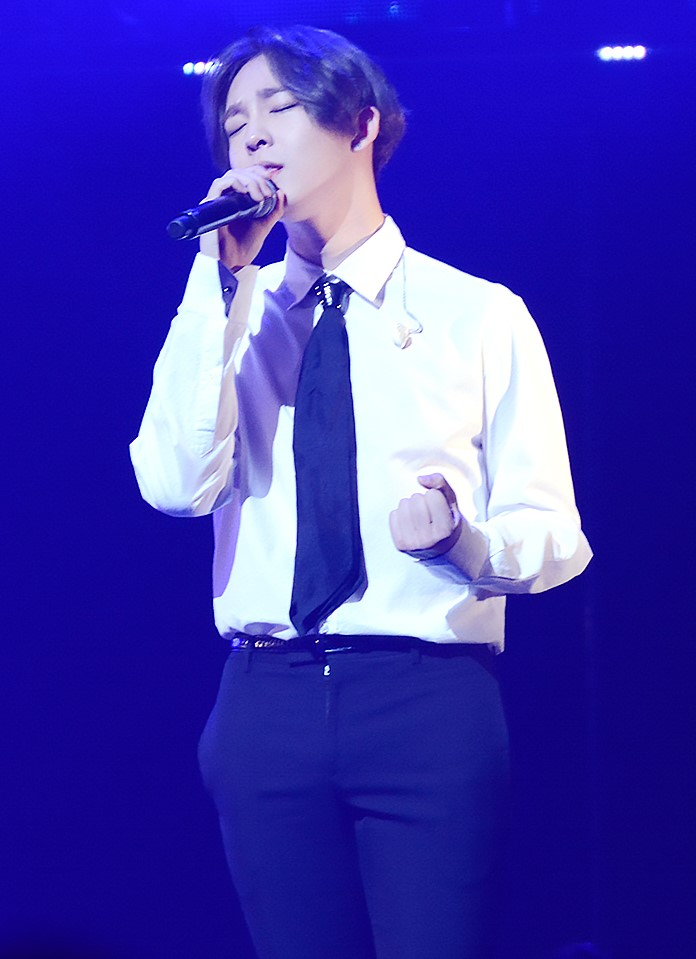
Нам Тэхён на концерте Winner, Айти, Япония, 2015

В марте Тэхён появился в популярном китайском шоу Happy Camp, передаче Two Yoo Project Sugar Man и проекте Actor School (배우학교). В Actor School приняло участие 7 знаменитостей, которые учились актёрскому мастерству у актёра Пак Шин-Яна. В том же месяце в рамках Winner 2016 EXIT Tour группа провела концерты в Сеуле, Тэгу, Пусане и Кванджу. Параллельно Winner снялись в программе Half-Moon Friends, в которой участники в течение двух недель присматривали за детьми в возрасте от 4 до 7 лет.
Half-Moon Friends приобрела большую популярность в Китае, где количество просмотров программы превысило 32 миллиона, а каждый эпизод был просмотрен около 6 миллионов раз. В апреле вместе с Сон Мино и Хери из Girl's Day Тэхён появился в эпизоде рейтингового телешоу Running Man. Промоушен альбома завершился июльскими концертами в 4 японских городах: Токио, Фукуока, Нагоя и Кобе, где Winner выступили перед 36 тысячами зрителей.
12 октября компания YG Entertainment заявила, что Тэхён временно прекратит свою деятельность в связи с психологическими проблемами и будет получать лечение на дому, а последующие релизы Winner будут отложены на неопределённый срок.
25 ноября было объявлено, что Тэхён покидает группу и YG Entertainment. На следующий день в своем личном Инстаграме он опубликовал написанное от руки письмо, в котором принес свои извинения перед поклонниками, выразил им благодарность и пообещал вернуться с другой музыкой и проектами.

### 2017 — настоящее время: Сольная деятельность
Тэхён продолжает выкладывать свою музыку и каверы на своем аккаунте в SoundCloud, среди которых — кавер на песню Creep группы Radiohead , а также «Beautiful Tomorrow» и «Breath» (숨) южнокорейского певца Пак Хё-Шина. Как сольный исполнитель, он черпает вдохновение в творчестве артистов разных жанров, таких как Nirvana, Beatles, Rolling Stones, B.B. King и Eric Clapton.
5 января Тэхён создал публичный аккаунт в Tumblr, где делится с фанатами своей музыкой, мыслями и искусством.
26 мая дебютировал с новой группой «South Club» и треком «Hug Me».

## Личная жизнь
Тэхён разговаривает на английском и японском языках. У него есть младший брат Нам Донхён, который также является музыкантом. Помимо музыки, Тэхён увлекается живописью, огромное влияние на него оказывают работы американского неоэкспрессиониста Жан-Мишеля Баския.

## Дискография
| Год  | Артист     | Песня                       | Роль                              | Альбом                           |
| ---- | ---------- | --------------------------- | --------------------------------- | -------------------------------- |
| 2013 | Team A     | «Go Up»                     | Слова (соавтор), музыка (соавтор) | WIN: Who Is Next, «Final Battle» |
| 2013 | Team A     | «Just Another Boy»          | Слова (соавтор), музыка (соавтор) | WIN: Who Is Next, «Final Battle» |
| 2014 | Winner     | «Confession» (고백하는거야) | Слова, музыка (соавтор)           | 2014 S/S                         |
| 2014 | Winner     | «But» (사랑하지마)          | Слова (соавтор), музыка (соавтор) | 2014 S/S                         |
| 2014 | Winner     | «Tonight» (이 밤)           | Слова (соавтор), музыка (соавтор) | 2014 S/S                         |
| 2016 | Winner     | «Sentimental» (센치해)      | Слова (соавтор), музыка (соавтор) | EXIT: E                          |
| 2016 | Winner     | «Baby Baby»                 | Слова (соавтор), музыка           | EXIT: E                          |
| 2016 | Winner     | «I’m Young» (좋더라)        | Слова, музыка (соавтор)           | EXIT: E                          |
| 2017 | South Club | «Hug Me»                    | Слова, музыка                     | 90                               |

## Фильмография

### Телевидение

#### Сериалы
| Год  | Канал       | Название                  | Роль         |
| ---- | ----------- | ------------------------- | ------------ |
| 2015 | MBC Every 1 | Midnight’s Girl           | Gong Ji-dan  |
| 2015 | SBS         | Late Night Restaurant     | Min-woo      |
| 2016 | Sohu TV     | Under The Black Moonlight | Lee Kang-woo |

#### Программы
| Год  | Канал       | Название                    | Примечания               |
| ---- | ----------- | --------------------------- | ------------------------ |
| 2013 | Mnet        | Who Is Next: WIN            | участник команды Team A  |
| 2014 | Mnet        | WINNER TV                   | все эпизоды              |
| 2014 | SBS         | Inkigayo                    | приглашенный телеведущий |
| 2014 | KBS         | You Hee-yeol’s Sketchbook   |                          |
| 2014 | MBC Every 1 | Weekly Idol                 | эпизод 169               |
| 2016 | tvN         | Actor School                | эпизод 1-10              |
| 2016 | KBS         | You Hee-yeol’s Sketchbook   | эпизод 307               |
| 2016 | HBS         | Happy Camp                  |                          |
| 2016 | SBS         | Running Man                 | эпизод 294               |
| 2016 | JTBC        | Two Yoo Project — Sugar Man | эпизод 21                |
| 2016 | JTBC        | Half-Moon Friends           | все эпизоды              |

### Музыкальные клипы
| Название      | Артист  | Длительность | Роль                | Ссылка |
| ------------- | ------- | ------------ | ------------------- | ------ |
| «Ringa Linga» | Taeyang | 3:49         | самого себя (камео) | [ 27 ] |
| «Empty»       | Winner  | 4:07         | самого себя         | [ 28 ] |
| «Color Ring»  | Winner  | 4:24         | самого себя         | [ 29 ] |
| «I’m Him»     | Mino    | 3:21         | самого себя         | [ 30 ] |
| «Sentimental» | Winner  | 3:43         | самого себя         | [ 31 ] |
| «Baby Baby»   | Winner  | 5:05         | самого себя         | [ 32 ] |
| «I’m Young»   | Taehyun | 5:41         | самого себя         | [ 33 ] |